# The Tatami Galaxy
Yojōhan Shinwa Taikei (яп. 四畳半神話大系 Ёдзё:хан синва тайкэй, «Сказ о четырёх с половиной татами») — роман (ранобэ) Томихико Морими, опубликованный одним танкобоном в декабре 2004 года в издательстве Ohta Publishing. В апреле 2010 года на его основе режиссёром Масааки Юасой и студией Madhouse был снят одноимённый аниме-сериал, транслируемый на канале Fuji TV.

## Сюжет
Роман и аниме повествуют о жизни безымянного студента в одном из университетов Киото. При поступлении он вступает в один из университетских кружков, надеясь там познакомиться с красивыми девушками, но вместо этого встречается со студентом Одзу, который так или иначе портит ему жизнь. В конце каждой главы или серии главный герой, отчаявшись, перематывает время назад и вступает в новый кружок.

## Музыка
Открывающая тема: «Maigo Inu to Ame no Bīto» (яп. 迷子犬と雨のビート)
- Вокал и слова: Масафуми Гото
- Аранжировка: Asian Kung-Fu Generation

Закрывающая тема: «Kami-sama no Iutōri» (яп. 神様の言うとおり)
- Вокал: Эцуко Якусимару
- Слова: Дзюндзи Исиватари
- Музыка и аранжировка: Ёсинори Сунахара